# 镇北堡西部影城

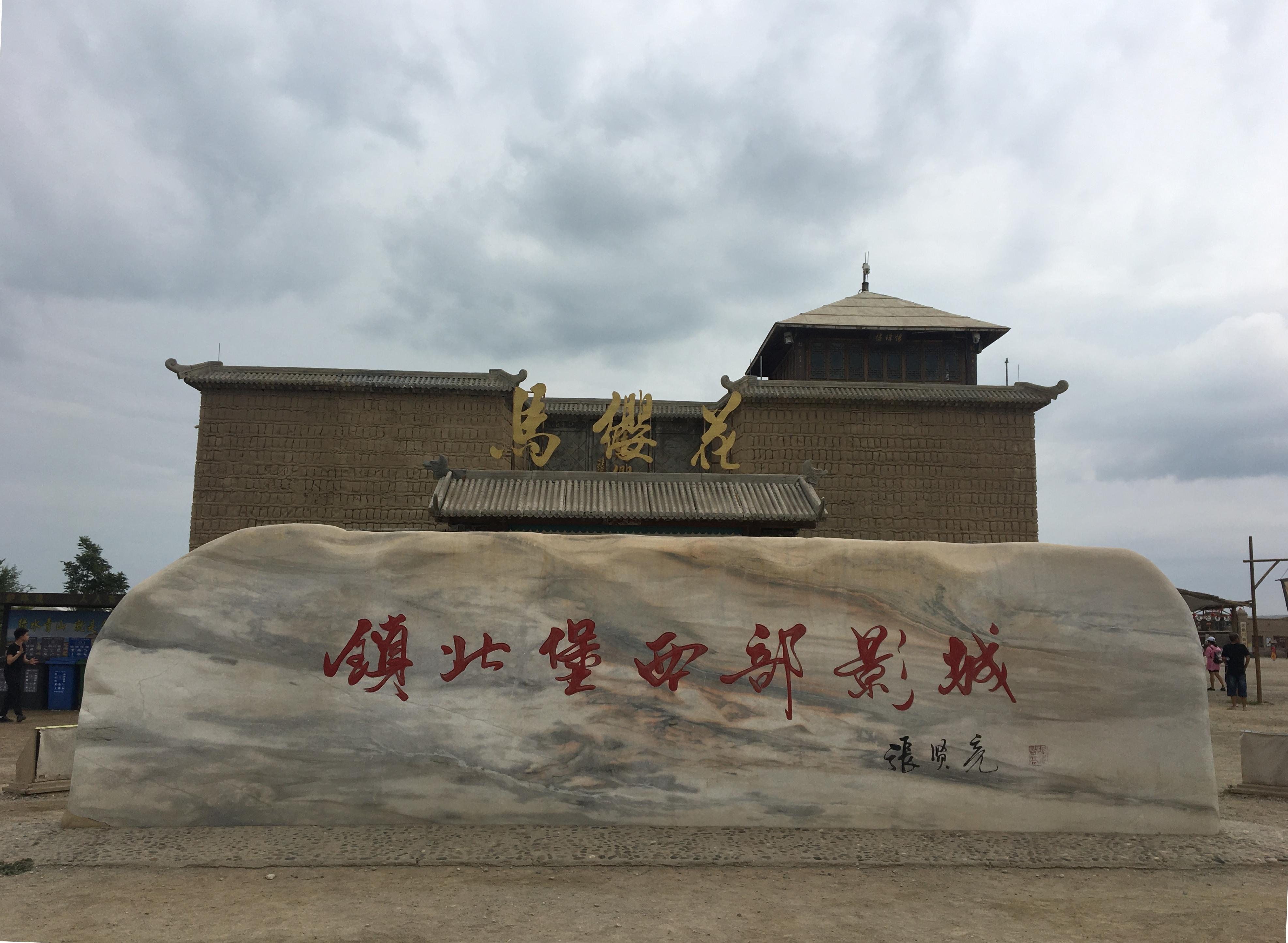
镇北堡西部影城的标志，由其创办者张贤亮题名

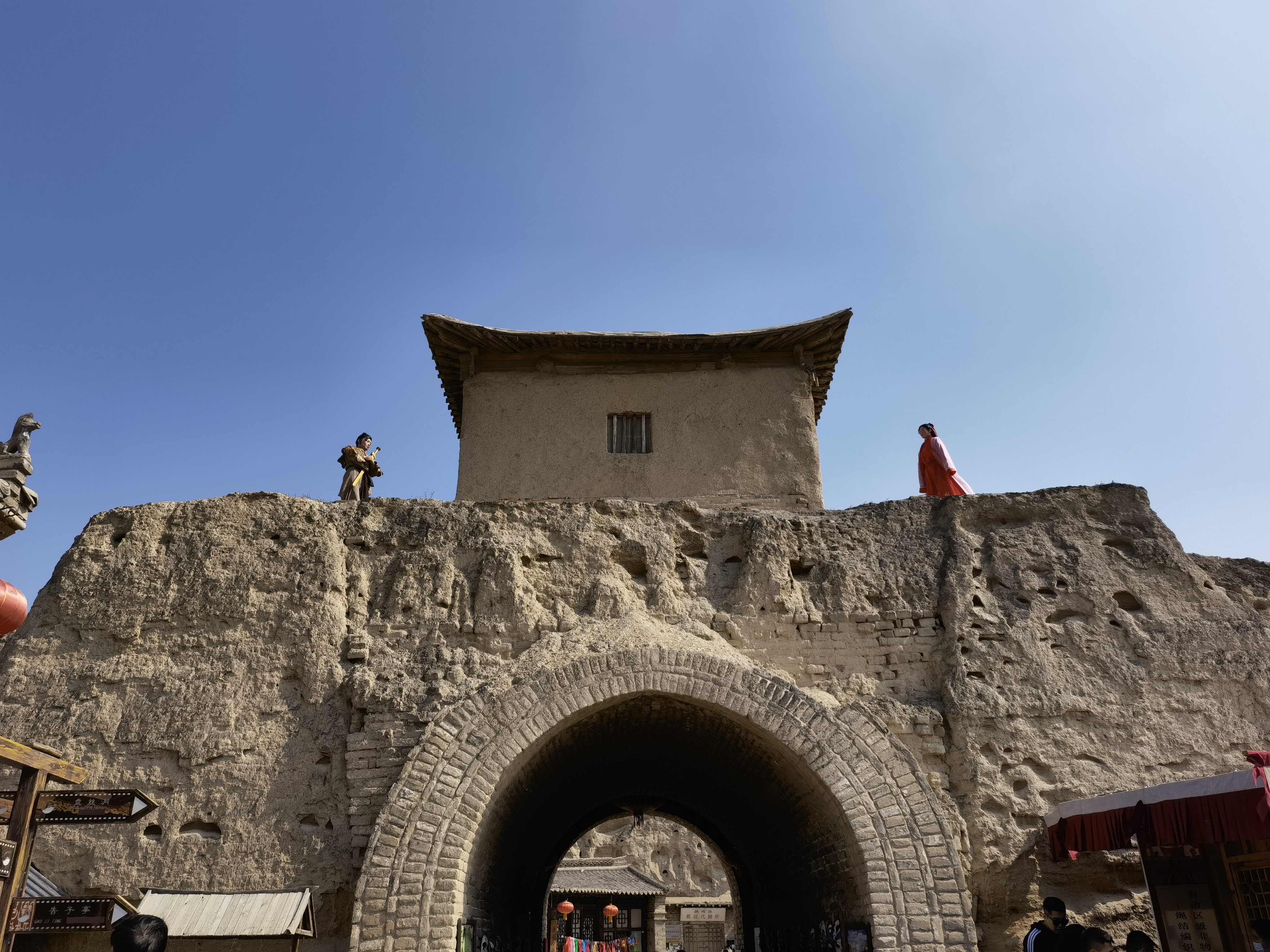
大话西游外景地

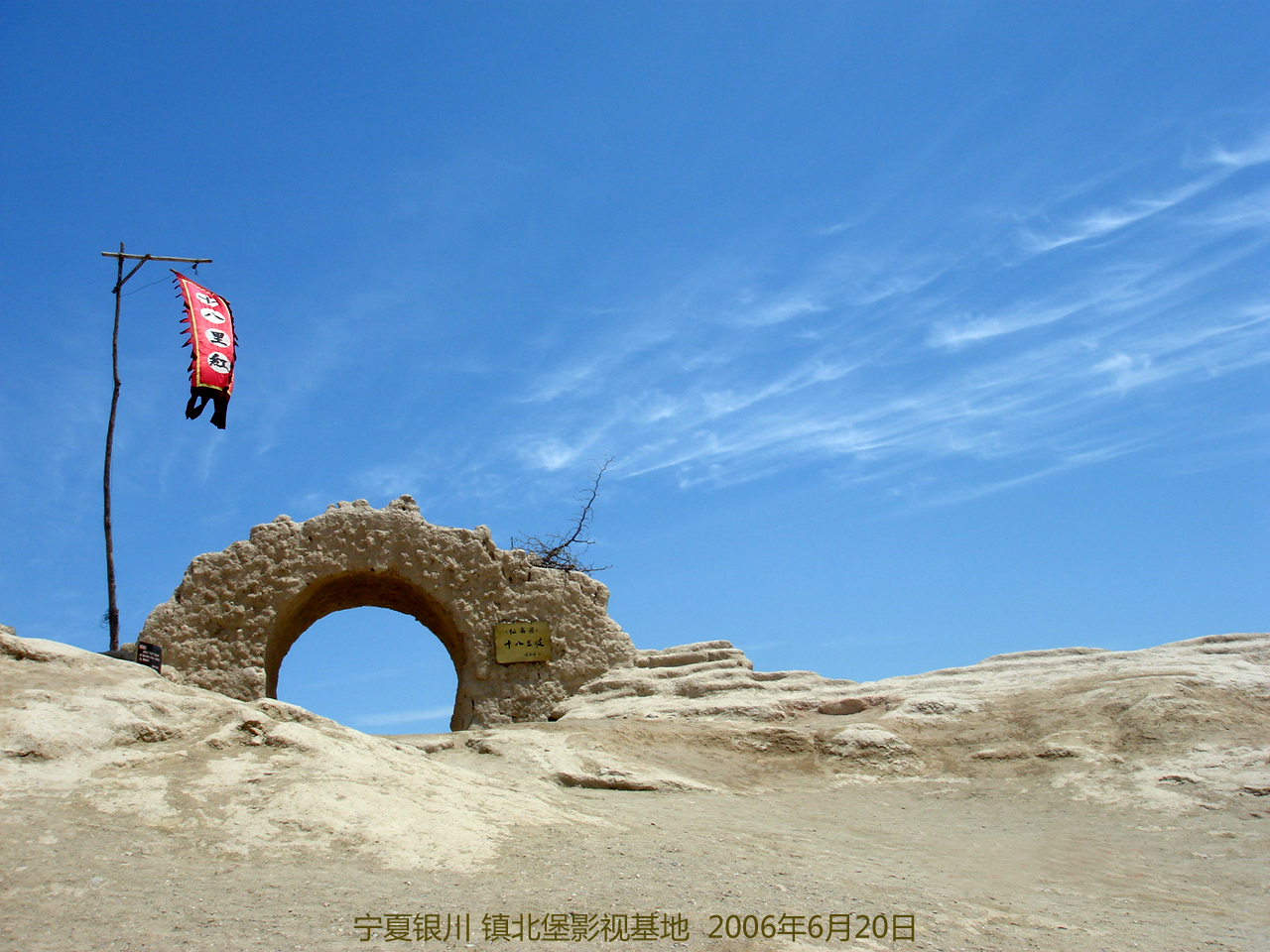
“十八里红”

镇北堡西部影城位于宁夏银川市郊镇北堡，是中国西北地区一个影视基地。此处曾拍摄有《红高粱》、《大话西游》、《新龙门客栈》、电视剧《新龙门客栈》、《东邪西毒》、《双旗镇刀客》、《大旗英雄传》、《红河谷》、《黄河绝恋》等主要作品。
镇北堡西部影城由作家张贤亮创办，为银川市首家国家级AAAAA级旅游景区，景点包括明城景区、清城景区和老银川一条街。

## 官方网站
- 镇北堡西部影城 （页面存档备份，存于）